# Évolution du collège épiscopal français en 2013
Liste des évêques français
- 2009
- 2010
- 2011
- 2012
- 2013
- 2014
- 2015
- 2016
- 2017

Cette page a pour but de présenter les évolutions intervenues au sein du collège épiscopal français au cours de l'année 2013, ainsi que la situation des évêques des diocèses de France métropolitaine et d'outre-mer, mais également des évêques français exerçant pour la curie romaine ou pour des diocèses étrangers au 31 décembre 2013.

## Évolution du1erjanvier au 31 décembre 2013
| Date       | Événement                              | Titre                                                  |
| ---------- | -------------------------------------- | ------------------------------------------------------ |
| 06/01/2013 | Consécration de Nicolas Thévenin       | Nonce apostolique au Guatemala                         |
| 15/01/2013 | Mort de Michel Pollien                 | Évêque auxiliaire émérite de Paris                     |
| 19/01/2013 | Retrait de Dominique Bonnet            | Évêque émérite de Mouila (de) (Gabon)                  |
| 23/01/2013 | Mort de Jean Vilnet                    | Évêque émérite de Lille                                |
| 25/01/2013 | Consécration de Jean-Paul Vesco        | Évêque d'Oran (Algérie)                                |
| 31/01/2013 | Nomination de Stanislas Lalanne        | Évêque de Pontoise                                     |
| 02/02/2013 | Nomination de Michel Aupetit           | Évêque auxiliaire de Paris                             |
| 02/02/2013 | Retrait de Grégoire Ghabroyan          | Éparque émérite de Sainte-Croix de Paris des arméniens |
| 02/02/2013 | Nomination de Jean Teyrouz             | Éparque de Sainte-Croix de Paris des arméniens         |
| 05/02/2013 | Mort de Joseph Madec                   | Évêque émérite de Fréjus-Toulon                        |
| 14/02/2013 | Nomination de Laurent Percerou         | Évêque de Moulins                                      |
| 28/02/2013 | Mort de Jean Honoré                    | Archevêque émérite de Tours                            |
| 01/03/2013 | Mort de Gabriel Vanel                  | Archevêque émérite d'Auch                              |
| 31/03/2013 | Mort de Charles-Amarin Brand           | Archevêque émérite de Strasbourg                       |
| 14/04/2013 | Consécration de Laurent Percerou       | Évêque de Moulins                                      |
| 19/04/2013 | Consécration de Michel Aupetit         | Évêque auxiliaire de Paris                             |
| 25/04/2013 | Retrait d'André Lacrampe               | Archevêque émérite de Besançon                         |
| 28/06/2013 | Nomination de Bruno Feillet            | Évêque auxiliaire de Reims                             |
| 26/07/2013 | Mort de Bellino Ghirard                | Évêque émérite de Rodez                                |
| 08/08/2013 | Mort de Léon Taverdet                  | Évêque émérite de Langres                              |
| 08/08/2013 | Retrait de Louis Sankalé               | Évêque émérite de Nice                                 |
| 08/08/2013 | Nomination de Guy Thomazeau            | Administrateur apostolique du diocèse de Nice          |
| 17/08/2013 | Nomination de Jean-Marie Speich        | Nonce apostolique au Ghana                             |
| 05/09/2013 | Nomination de Laurent Le Boulc'h       | Évêque de Coutances                                    |
| 22/09/2013 | Consécration de Bruno Feillet          | Évêque auxiliaire de Reims                             |
| 27/09/2013 | Retrait de Pierre Raffin               | Évêque émérite de Metz                                 |
| 27/09/2013 | Nomination de Jean-Christophe Lagleize | Évêque de Metz                                         |
| 10/10/2013 | Nomination de Jean-Luc Bouilleret      | Archevêque de Besançon                                 |
| 15/10/2013 | Mort d'Eugène Lecrosnier               | Évêque émérite de Belfort-Montbéliard                  |
| 24/10/2013 | Consécration de Jean-Marie Speich      | Archevêque titulaire de Sulci                          |
| 27/10/2013 | Consécration de Laurent Le Boulc'h     | Évêque de Coutances                                    |
| 14/11/2013 | Retrait de Gérard Daucourt             | Évêque émérite de Nanterre                             |
| 22/11/2013 | Mort de Pierre Joatton                 | Évêque émérite de Saint-Étienne                        |
| 12/12/2013 | Retrait de Bernard Charrier            | Évêque émérite de Tulle                                |
| 12/12/2013 | Nomination de Francis Bestion          | Évêque de Tulle                                        |
| 19/12/2013 | Nomination de Jean-Marc Aveline        | Évêque auxiliaire de Marseille                         |

Soit pour l'année 2013 :
- Onze nominations dont
  - Six nominations de nouveaux évêques en France
  - Une nomination d'évêque français au service du Saint-Siège
  - Une nomination d'évêque étranger pour une Église orientale en France
  - Trois transferts d'évêques
- Sept consécrations épiscopales
- Sept départs en retraite
- Dix décès

## Situation des évêques français au 31 décembre 2013

### France métropolitaine
- Agen : Hubert Herbreteau
- Aire et Dax :  Hervé Gaschignard, Philippe Breton évêque émérite, Robert Sarrabère évêque émérite
- Aix-en-Provence et Arles  : Christophe Dufour, Claude Feidt archevêque émérite
- Ajaccio :  Olivier de Germay
- Albi, Castres et Lavaur :  Jean Legrez
- Amiens :  vacant, François Bussini évêque émérite, Jacques Noyer évêque émérite, Géry Leuliet évêque émérite
- Angers :  Emmanuel Delmas, Jean-Louis Bruguès évêque émérite, Archevêque par titre, Jean Orchampt évêque émérite
- Angoulême :  Claude Dagens, Georges Rol évêque émérite
- Annecy :  Yves Boivineau
- Arras, Boulogne sur Mer et Saint Omer : Jean-Paul Jaeger
- Auch, Condom, Lectoure et Lombez :  Maurice Gardès, Maurice Fréchard archevêque émérite
- Autun, Chalon et Mâcon :  Benoît Rivière, Raymond Séguy évêque émérite
- Avignon :  Jean-Pierre Cattenoz
- Bayeux et Lisieux : Jean-Claude Boulanger, Pierre Pican évêque émérite, Guy Gaucher évêque auxiliaire émérite
- Bayonne, Lescar et Oloron : Marc Aillet, Pierre Molères évêque émérite
- Beauvais, Noyon et Senlis :  Jacques Benoit-Gonnin
- Belfort-Montbéliard : Claude Schockert
- Belley-Ars : Pascal Roland, Guy Bagnard évêque émérite
- Besançon : Jean-Luc Bouilleret,  André Lacrampe archevêque émérite
- Blois :  Maurice de Germiny
- Bordeaux et Bazas : cardinal Jean-Pierre Ricard, Laurent Dognin évêque auxiliaire
- Bourges : Armand Maillard, Hubert Barbier archevêque émérite, Pierre Plateau archevêque émérite
- Cahors : Norbert Turini
- Cambrai : François Garnier
- Carcassonne et Narbonne : Alain Planet, Jacques Despierre évêque émérite
- Châlons-en-Champagne : Gilbert Louis
- Chambéry, Maurienne et Tarentaise : Philippe Ballot
- Chartres : Michel Pansard
- Clermont : Hippolyte Simon
- Coutances et Avranches : Laurent Le Boulc'h évêque, Jacques Fihey évêque émérite
- Créteil : Michel Santier, Daniel Labille évêque émérite
- Digne-les-Bains, Riez et Sisteron : François-Xavier Loizeau, Edmond Abelé évêque émérite
- Dijon : Roland Minnerath, Michel Coloni évêque émérite
- Évreux : Christian Nourrichard, Jacques David évêque émérite
- Évry-Corbeil-Essonnes : Michel Dubost, Guy Herbulot évêque émérite, Albert Malbois évêque émérite
- Fréjus et Toulon : Dominique Rey
- Gap et Embrun : Jean-Michel di Falco, Georges Lagrange évêque émérite
- Grenoble et Vienne : Guy de Kerimel
- Langres : Philippe Gueneley
- La Rochelle et Saintes : Bernard Housset
- Laval : Thierry Scherrer
- Le Havre : Jean-Luc Brunin, Michel Guyard évêque émérite
- Le Mans : Yves Le Saux
- Le Puy-en-Velay : Henri Brincard
- Lille : Laurent Ulrich, Gérard Coliche évêque auxiliaire, Gérard Defois évêque émérite
- Limoges : François Kalist, Léon Soulier évêque émérite
- Luçon :  Alain Castet
- Lyon : Cardinal Philippe Barbarin, Jean-Pierre Batut évêque auxiliaire, Patrick Le Gal évêque auxiliaire
- Marseille : Georges Pontier, Jean-Marc Aveline évêque auxiliaire, Cardinal Bernard Panafieu archevêque émérite
- Meaux : Jean-Yves Nahmias, Albert-Marie de Monléon évêque émérite, Yves Bescond évêque auxiliaire émérite
- Mende : François Jacolin, Paul Bertrand évêque émérite
- Metz : Jean-Christophe Lagleize, Pierre Raffin évêque émérite
- Montauban : Bernard Ginoux, Jacques de Saint-Blanquat évêque émérite
- Montpellier, Lodève, Béziers, Agde et Saint Pons de Thomières : Pierre-Marie Carré, Guy Thomazeau, archevêque émérite, Claude Azéma évêque auxiliaire
- Moulins : Laurent Percerou
- Nancy-Toul : Jean-Louis Papin
- Nanterre : vacant, Gérard Daucourt évêque émérite, François Favreau évêque émérite
- Nantes : Jean-Paul James, Georges Soubrier évêque émérite
- Nevers : Thierry Brac de La Perrière, Francis Deniau évêque émérite
- Nice : vacant, Louis Sankalé et Jean Bonfils évêques émérites
- Nîmes, Uzès et Alès : Robert Wattebled
- Orléans : Jacques Blaquart, André Fort évêque émérite
- Pamiers, Couserans et Mirepoix : Philippe Mousset, Marcel Perrier évêque émérite
- Paris : Cardinal André Vingt-Trois, Jérôme Beau évêque auxiliaire, Renauld de Dinechin évêque auxiliaire, Eric de Moulins-Beaufort évêque auxiliaire, Michel Aupetit, évêque auxiliaire, Claude Frikart évêque auxiliaire émérite.
- Périgueux et Sarlat : Michel Mouïsse, Gaston Poulain évêque émérite
- Perpignan-Elne : André Marceau, Jean Chabbert évêque émérite
- Poitiers : Pascal Wintzer, Albert Rouet archevêque émérite
- Pontoise : Stanislas Lalanne
- Quimper, Cornouailles et Léon : Jean-Marie Le Vert
- Reims : Thierry Jordan, Bruno Feillet évêque auxiliaire, Joseph Boishu évêque auxiliaire émérite.
- Rennes, Dol et Saint Malo : Pierre d'Ornellas, Nicolas Souchu évêque auxiliaire
- Rodez et Vabres : François Fonlupt
- Rouen : Jean-Charles Descubes
- Saint-Brieuc et Tréguier : Denis Moutel, Lucien Fruchaud évêque émérite
- Saint-Claude : Vincent Jordy
- Saint-Denis : Pascal Delannoy, Olivier de Berranger évêque émérite
- Saint-Dié : Jean-Paul Mathieu, Paul-Marie Guillaume évêque émérite
- Saint-Étienne : Dominique Lebrun, Paul Rousset évêque émérite
- Saint-Flour : Bruno Grua, René Séjourné évêque émérite
- Séez : Jacques Habert
- Sens et Auxerre : Yves Patenôtre, Georges Gilson archevêque émérite
- Soissons, Laon et Saint-Quentin : Hervé Giraud, Marcel Herriot évêque émérite
- Strasbourg : Jean-Pierre Grallet, Christian Kratz évêque auxiliaire, Vincent Dollmann, évêque auxiliaire, Joseph Doré archevêque émérite, Léon Hégelé évêque auxiliaire émérite
- Tarbes et Lourdes : Nicolas Brouwet, Jacques Perrier évêque émérite
- Toulouse, Saint Bertrand de Comminges et Rieux : Robert Le Gall, Émile Marcus archevêque émérite
- Tours : Bernard-Nicolas Aubertin
- Troyes : Marc Stenger
- Tulle : Francis Bestion, Bernard Charrier évêque émérite
- Valence, Die et Saint-Paul-Trois-Châteaux   : vacant, Didier-Léon Marchand évêque émérite
- Vannes : Raymond Centène, François-Mathurin Gourvès évêque émérite
- Verdun : François Maupu
- Versailles : Éric Aumonier, Jean-Charles Thomas évêque émérite
- Viviers : François Blondel

- Diocèse aux Armées françaises : Luc Ravel
- Mission de France : Yves Patenôtre, Georges Gilson prélat émérite.

### France d'outre-mer
- Basse-Terre et Pointe-à-Pitre : Jean-Yves Riocreux, Ernest Cabo évêque émérite
- Cayenne : Emmanuel Lafont
- Fort-de-France et Saint-Pierre : Michel Méranville
- Taiohae (ou Tefenuaenata) (Îles Marquises) : Guy Chevalier, Pascal Chang-Soi évêque coadjuteur
- Îles Wallis et Futuna : Ghislain de Rasilly
- Nouméa : Michel-Marie Calvet
- Papeete : vacant, Hubert Coppenrath, archevêque émérite
- Saint-Denis de La Réunion : Gilbert Aubry
- Saint-Pierre et Miquelon : Pierre Gaschy, vicaire apostolique Lucien Fischer, vicaire apostolique émérite.

### Églises orientales en France
- Éparchie de Sainte-Croix de Paris des Arméniens catholiques de France : Jean Teyrouz, Grégoire Ghabroyan éparque émérite
- Éparchie Notre-Dame du Liban de Paris des Maronites: Nasser Gemayel
- Éparchie Saint Vladimir le Grand de Paris des Ukrainiens : Borys Gudziak
- Ordinariat de France des catholiques orientaux : cardinal André Vingt-Trois

### Au service du Saint-Siège
Plusieurs évêques français exercent des fonctions dans les services diplomatiques du Saint-Siège ou dans les différents organismes de la Curie romaine.
- Conseil pontifical « Justice et Paix » : cardinal Roger Etchegaray président émérite
- Conseil pontifical pour la culture : cardinal Paul Poupard président émérite
- Conseil pontifical pour le dialogue inter-religieux : cardinal Jean-Louis Tauran président
- Conseil pontifical pour la famille : Jean Laffitte secrétaire
- Archives secrètes du Vatican et Bibliothèque apostolique vaticane : Jean-Louis Bruguès archiviste et bibliothécaire
- Secrétairerie d'État : Dominique Mamberti secrétaire pour les relations avec les États
- Nonciature en Égypte : Jean-Paul Gobel nonce
- Nonciature au  Ghana : Jean-Marie Speich, nonce
- Nonciature au  Guatemala : Nicolas Thevenin, nonce
- Nonciature au Mexique : Christophe Pierre nonce
- Nonciature aux Pays-Bas : André Dupuy nonce
- Nonciature près l'Union européenne : Alain Lebeaupin nonce
- Service diplomatique : François Bacqué nonce apostolique émérite

### Au service de diocèses étrangers
- Alger (Algérie) : Henri Teissier évêque émérite
- Andong (Corée du Sud) : René Dupont évêque émérite
- Constantine (Algérie) : Paul Desfarges, Gabriel Piroird évêque émérite
- Djibouti (Djibouti) : Georges Perron évêque émérite
- Estonie : Philippe Jourdan administrateur apostolique
- Guajará-Mirim (pt) (Brésil): Geraldo Verdier, évêque émérite
- Impfondo (République du Congo) : Jean Gardin
- Istanbul (Turquie): Louis Pelâtre, vicaire apostolique
- Kerema (en) (Papouasie-Nouvelle-Guinée) : Paul Marx, évêque émérite
- Laghouat (Algérie) : Claude Rault
- Monaco : Bernard Barsi
- Mongo (Tchad) : Henri Coudray, vicaire apostolique
- Mouila (de) (Gabon) : Dominique Bonnet, évêque émérite
- N'Djaména (Tchad) : Charles Vandame archevêque émérite
- Niamey (Niger) : Michel Cartatéguy, Guy Romano, évêque émérite
- Oran (Algérie) : Jean-Paul Vesco, Alphonse Georger, évêque émérite
- Ouesso (République du Congo) : Yves Monot
- Pala (Tchad) : Georges-Hilaire Dupont évêque émérite
- Phnom-Penh (Cambodge) : Olivier Schmitthaeusler vicaire apostolique ,  Emile Destombes vicaire apostolique emerite Yves Ramousse vicaire apostolique émérite
- Rabat (Maroc) : Vincent Landel : archevêque
- Santissima Conceição do Araguaia (Brésil) : Dominique You
- Savannakhet (Laos) : Pierre Bach vicaire apostolique émérite
- Tôlagnaro (de) (Madagascar) : Jean Zévaco évêque émérite
- Viana (pt) (Brésil) : Xavier Gilles de Maupeou  évêque émérite

### Autres situations
- Jacques Gaillot, évêque titulaire de Partenia